# Antônio Teixeira de Sousa Magalhães
Antônio Teixeira de Sousa Magalhães, segundo barão de Camargos, (Ouro Preto, 1848 — Mariana, 2 de outubro de 1912) foi um político brasileiro.
Filho do barão de Camargos, Manuel Teixeira de Sousa, e de Maria Leonor Magalhães Musqueira, viscondessa de Camargos. Formou-se em medicina no Rio de Janeiro, e exerceu-a em Mariana. Seu pai, principal líder político conservador da província de Minas Gerais durante o império, introduziu-o na política.
Foi presidente da província de Minas Gerais por seis vezes, em caráter interino. Foi presidente da Câmara de Mariana por três vereanças, de 1893 a 1900.
Casou-se com Maria Angelina Bawden, filha do minerador inglês Thomas Bawden, que em 1859 adquirira a Mina de Ouro da Passagem de Mariana dos herdeiros do barão de Eschwege. Tiveram doze filhos.